# Aces & Eights
Os Aces & Eights foram um grupo vilão de wrestling profissional que atuou na Total Nonstop Action Wrestling (TNA), constituindo em uma primeira fase de um grupo de lutadores mascarados. O tema do grupo constituía em uma gangue de motociclistas fora da lei. O nome do grupo foi uma referência aos dois pares na mão de pôquer, conhecida como a mão do homem morto.

## História

### Estreia
O grupo estreou na edição de 14 de junho do Impact Wrestling, atacando Sting que discutia a sua introdução no
Hall da Fama da TNA. Em 5 de julho de 2012, um homem não identificado entregou um envelope ao gerente geral Hulk Hogan, que continha a fotografia de cartas de dois Ases e dois oitos pretos (conhecida como a "mão do homem morto") e "uma nota" com o título "vejo você semana que vem", que dizia  "nós não somos covardes... temos algo para você Hogan, espere para ver!"
Os Aces & 8s retornaram (em maior número) na edição de 12 de julho do Impact Wrestling, atacando Sting e Hulk Hogan, sendo que Hogan foi anunciado como tendo sofrido uma fratura pélvica (Kayfabe. Foi fornecida essa explicação para sua ausência da televisão durante a recuperação de uma cirurgia para aliviar a dor nas costas). Durante as semanas seguintes, o grupo começou a atacar tanto mocinhos como vilões.
O grupo fez sua primeira aparição em um pay-per-view no Hardcore Justice em 12 de agosto de 2012. O grupo atacou D'Angelo Dinero nos bastidores (Kayfabe. foi fornecendo uma explicação para a sua ausência da televisão para se recuperar de uma lesão no ombro). Mais tarde, o grupo interferiu em uma Tables match, atacando Jeff Hardy e o eventual vencedor, Bully Ray.
No episódio de 23 de agosto de 2012 do Impact Wrestling, os Aces & 8s brigavam com os lutadores da TNA, ferindo o braço direito do TNA World Heavyweight Champion Austin Aries. Uma semana mais tarde, os Aces & 8s atacaram novamente Aries, derrubando-o e o nocauteando com um objeto estranho. No No Surrender em 9 de setembro de 2012, os Aces e 8s novamente brigavam com os lutadores TNA, ferindo o ombro de Jeff Hardy antes da luta final pela Bound for Glory Series contra Bully Ray.

### Tomada da TNA

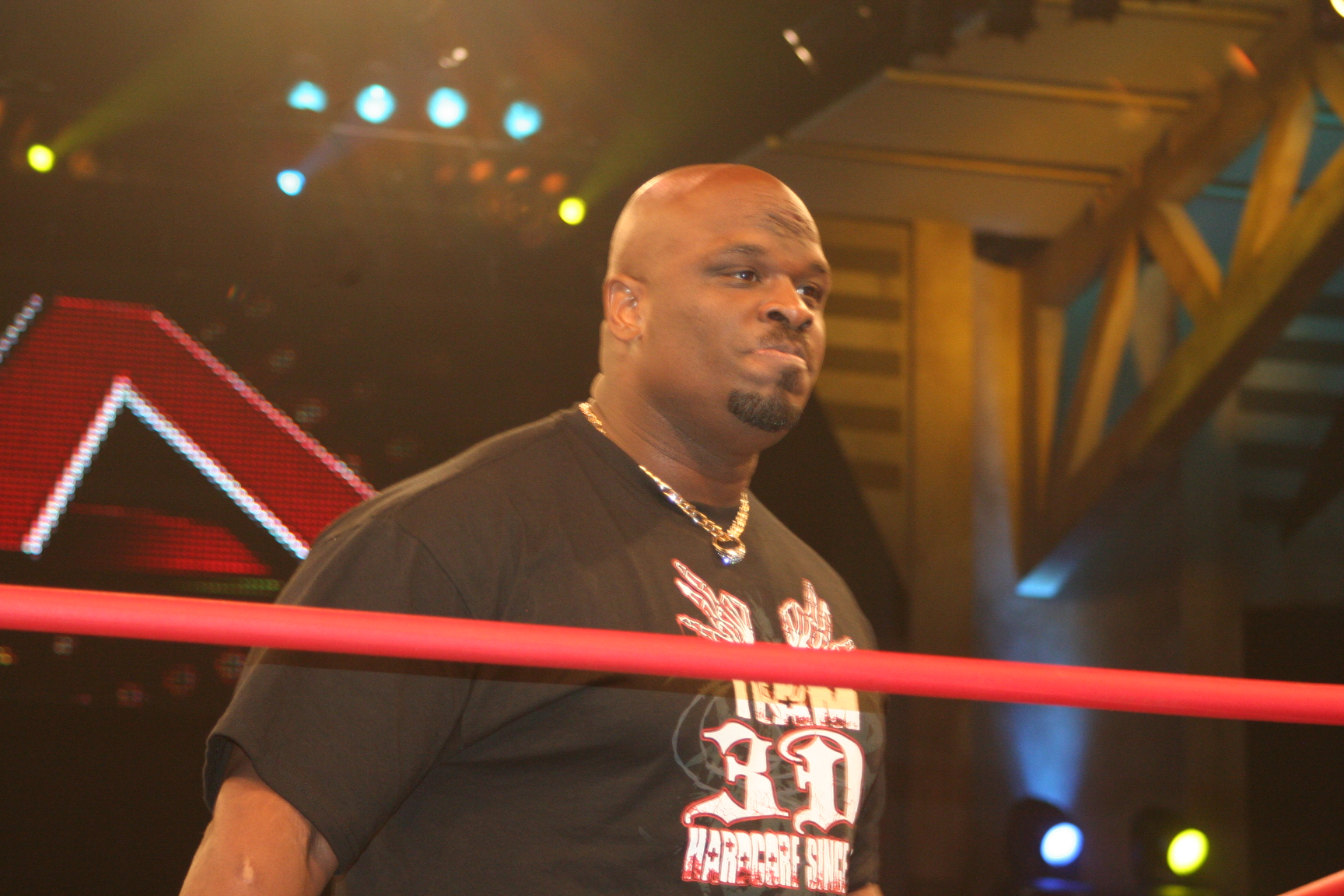
Devon foi o primeiro membro a ser desmascarado.

No episódio de 27 de setembro de 2012 do Impact Wrestling, Hulk Hogan anunciou que dois lutadores da TNA (que mais tarde foi revelado que seriam Sting e Bully Ray) iriam enfrentar dois membros dos Aces & 8s no Bound for Glory. Se os lutadores da TNA ganharem, os Aces & 8s deixaria, TNA, mas se os Aces &  8s conseguirem a vitória, lhes seria concedido acesso irrestrito ao Impact Wrestling Zone.

O grupo fez sua primeira luta no pay-per-view Bound for Glory em 14 de outubro de 2012 com dois membros não identificados, que derrotaram Sting e Bully Ray em uma Luta de duplas sem desqualificações e ganharam acesso irrestrito ao Impact Wrestling Zone (se tivessem perdido, os Aces & Eights haviam concordado em deixar TNA). A gangue ganhou a luta após a interferência de dois outros membros do grupo, um dos quais foi posteriormente desmascarado e revelado ser Devon, um lutador da TNA e o ex-parceiro de dupla de Bully Ray. Devon foi o primeiro membro dos Aces & Eights de ser formalmente identificados pela TNA. No episódio de 18 de outubro do Impact Wrestling, Devon, servindo como um dos porta-vozes (com um colete identificado como "sargento-de-armas") para a gangue, ameaçaram os lutadores do Impact, que responderam atacando os Aces & Eights. Hulk Hogan, então, disse á Devon ele deveria lutar Sting, ou então Aces & Eights seriam proibidos de entrar na TNA novamente. Em 25 de outubro, a gangue anunciou que iriam ser alvo de uma "vítima" certa, que mais tarde acabou por ser Kurt Angle (a meta anterior dos Aces & Eights);

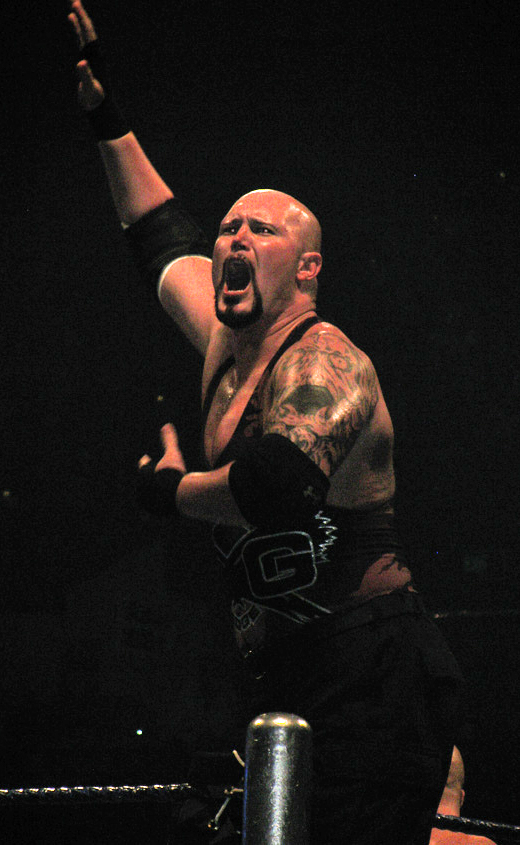
DOC, foi desmascarado no Impact Wrestling de 1º de novembro.

 Angle tinha acabado de perder um combate pelo TNA World Heavyweight Championship contra Jeff Hardy. Além disso, Bully Ray encontrou seu "irmão" Devon, que culpou Hogan de maltratar ele e é por isso que Devon juntou aos Aces & Eights. Após um tenso impasse em que Devon anunciou que ele e Bully não eram mais "irmãos", e Bully chamado Devon de "covarde", Bully Ray desafiou Devon para lutar contra ele no Open Fight Night episódio no episódio de 1º de novembro do Impact Wrestling.
A luta entre Devon e Bully Ray acabou em uma grande briga generalizada, durante a qual Joseph Park desmascarou um membro da gangue, sendo ele Drew Hankinson, que acabou sendo reconhecido como "Director of Chaos", (abreviado para para DOC) se tornando o segundo membro a ser desmascarado.  Em 8 de novembro, Sting e Angle lutavam contra Devon e DOC, em um combate de duplas, que Sting e Angle ganharam por desqualificação quando Devon usando taco de beisebol atacou Sting. Sting foi levado para uma mesa por DOC, então brutalmente agredido por vários membros da gangue com um martelo. No pay-per-view Turning Point, em 11 de novembro, DOC enfrentaria Park, e Devon teria de enfrentar Angle. No evento, DOC ganhou sua luta contra Park e Devon perdeu a sua contra Kurt Angle.
No episódio de 15 de novembro do Impact Wrestling, a gangue escolheu Magnus como a "próxima vítima" do grupo. Devon usou um taco de beisebol e DOC o atacou com um martelo, ferindo Magnus nos joelhos. Mais tarde naquela noite, Kurt Angle juntou-se com Garett Bischoff para enfrentar Devon e um membro não identificado dos Aces & Eights, sendo que Angle e Bischoff venceram apesar de DOC tentar interferir na luta. Como recompensa por sua lealdade, DOC foi promovido de "perspectiva" para um "remendo" dentro da gangue.

No Impact Wrestling de 22 de novembro, a gangue voltou a atacar, desta vez Eric Young, que teve que ser retirado da arena de maca e também ODB, que foi algemada e atacada com uma taco e um martelo. Na semana seguinte, Devon anunciou que queria de volta seu Television Championship e que teria uma oportunidade por ele no Impact Wrestling de 6 de dezembro. Na semana seguinte Devon derrotou Samoa Joe e conquistou o Television Championship graças à interferência de DOC. Mais tarde naquela noite, eles atacaram Kurt Angle novamente. Então foi anunciado que Angle, Joe, Wes Brisco e Garett Bischoff iriam enfrentar quatro membros dos Aces & Eights no pay-per-view Final Resolution.

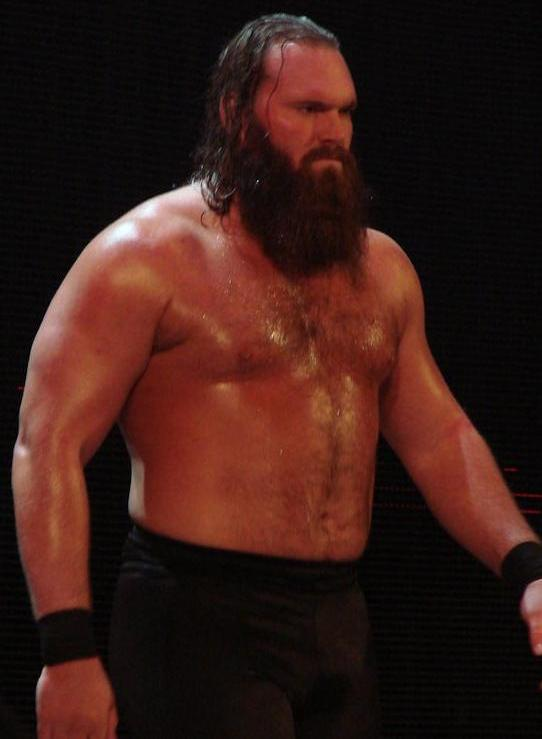
Knox, o terceiro membro a ser revelado.

No evento principal da noite, após a luta entre Bad Influence (dupla formada por Christopher Daniels e Kazarian) com Bobby Roode contra Jeff Hardy, James Storm e A.J. Styles, a gangue voltou a atacar, então Storm volta ao ringue com uma cadeira, Roode que da rampa de entrada, acena para Devon que retribuiu. No evento, Devon, DOC e outros dois membros mascarados dos Aces & Eights foram derrotados por Angle, Joe, Brisco e Bischoff. Na edição de 27 de dezembro do Impact Wrestling, a gangue ofereceu um lugar para Mr. Anderson dentro do grupo, que aceitou a oferta na semana seguinte.
No Impact Wrestling de 3 de janeiro, Devon e um membro mascarado dos Aces & Eights enfrentou Angle e Samoa Joe em uma luta de duplas dentro de uma jaula de aço, que Angle & Joe ganharam. Após a luta, vários outros membros da gangue foram atacar Angle & Joe. Sting, que retornava de uma lesão (kayfabe) sofida após um ataque Aces & Eights os ajudou a lutar contra a gangue com seu taco de beisebol. Angle conseguiu desmascarar parceiro Devon na luta, revelando ser Mike Knox, com Knox sendo o terceiro membro dos Aces & Eights a ser nomeado. No Genesis, Mr. Anderson derrotou Samoa Joe, Devon derrotou Joseph Park e Sting derrotou D.O.C.
No em 17 de janeiro de 2013 no episódio do Impact Wrestling, os Aces & Eights interferiram na cerimônia de casamento de Bully Ray & Brooke Hogan, logo após o melhor homem de Bully, Taz, revelou-se o mais novo membro da gangue. Todos os membros correram para o ringue e atacou Bully Ray, Hulk Hogan, e os ois padrinhos de Bully, Tommy Dreamer e Spike Dudley, com Knox e DOC insultado Brooke e forçando-a a assistir. Sting respondeu ao ataque, mas também foi vencido. Aces & Eights então fugiu, deixando Brooke para cuidar de seu pai e noiva.
Na edição 24 de janeiro do Impact Wrestling, Taz explicou por que ele se juntou aos Aces & Eights e deu a entender que seu contrato com a TNA faz com que ele seja efetivamente imunes a retaliação por parte da Gestão da TNA; Taz também mencionou a trabalhar para um "poder maior" dentro dos Aces & Eights . Mais tarde naquela noite, Bully Ray jurou vingança contra os Aces & Eights, destacando Devon e Taz como seus principais alvos. Kurt Angle chamou Mr. Anderson e desafiou-o para uma luta numa jaula de aço durante o Open Fight Night no em 31 de janeiro no Impact Wrestling. Logo após Jeff Hardy derrotar Christopher Daniels no evento principal, Taz distraiu Hardy como um membro mascarado dos Ases & Eights atacando Hardy por trás, ferindo a perna esquerda de Hardy.

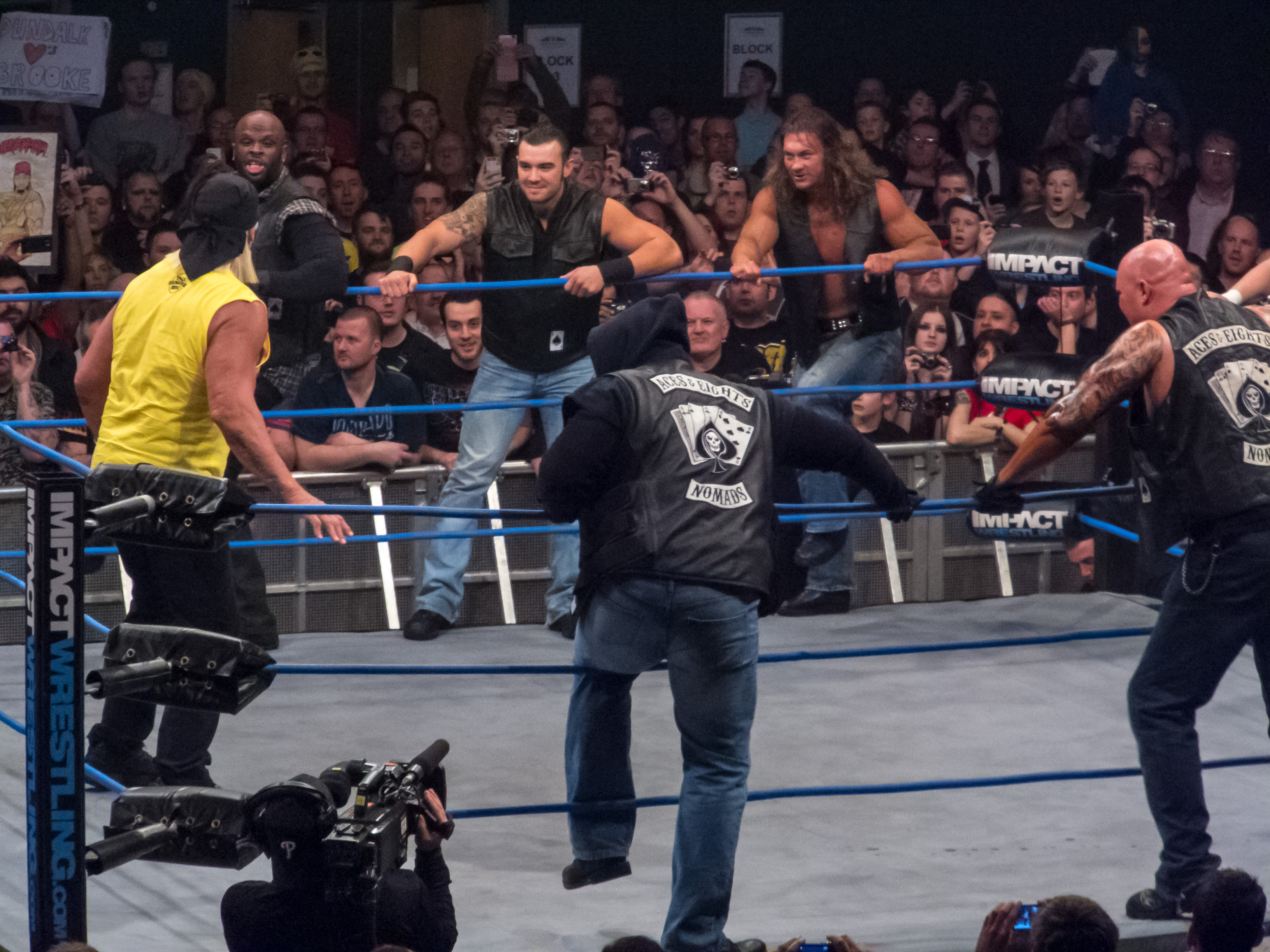
Aces & Eights cercando o Gerente geral Hulk Hogan.

Em 31 de janeiro na edição do Open Fight Night no Impact Wrestling, foi revelado que os amigos de Angle, Wes Brisco e Garett Bischoff, também eram membros dos Aces & Eighs. Angle derrotou Anderson numa luta numa jaula de aço enquanto Brisco assistia aluta fora do ringue. Após a luta, um membro mascarado da gangue confrontou Angle, depois se revelando como Bischoff. Brisco se fingiu surpreso, então subitamente atacou Angle junto com Bischoff; Brisco então revelou seu próprio colete dos Aces & Eights. Magnus fez o seu regresso e lutou contra Devon, mas DOC e Knox interferiram; Magnus jogou os dois por cima das cordas e obrigou-os a recuar. Hulk Hogan reintegrou Bully Ray a TNA e  marcou uma luta entre ele e Sting contra Devon e DOC em uma luta de duplas com mesas no Impact Wrestling de 7 de fevereiro.
Na semana seguinte, Bischoff afirmou que ele se juntou aos Aces & Eights já que ele não recebia o respeito dos fãs, e Brisco diz que ingressou desde que Hulk Hogan desrespeitou ele. Devon então ameaça Angle, dizendo que os Aces & Eights irá encerrar sua carreira. No evento principal, Bully Ray & Sting derrotaram Devon & DOC na luta de duplas com mesas. Sting aplicou em DOC um Deathdrop Scorpion e Bully jogou o seu ex-irmão Devon através de uma mesa para a conseguir a vitória.
No dia 13 de fevereiro, os Aces & Eights lançaram um desafio a Hulk Hogan para uma luta Lethal Lockdown no Lockdown. Um dia depois no episódio de 14 de fevereiro do Impact Wrestling, Hogan aceitou o desafio da gangue e nomeou Sting como o capitão do time da TNA. No mesmo dia, Garett Bischoff e Wes Brisco interferiram numa luta entre Kurt Angle e Samoa Joe, atacando ambos. Na semana seguinte, Garett Bischoff enfrentava Samoa Joe, porém, a luta acabou com a desqualificação de Bischoff após a interferência de Brisco. Kurt Angle foi ao ringue salvar Joe, mas Bischoff e Brisco sairão no meio da multidão. Angle então desafiou Brisco para uma luta numa jaula de aço no Lockdown. No evento principal na mesma noite, Devon, DOC e Mr. Anderson enfrentaram Sting, Bully Ray e Hulk Hogan em uma luta de trios, mas Hogan não apareceu, tornando-a uma luta 3 contra 2. Quando Sting & Bully preparavam-se para acabar com Anderson, os Aces & Eights arrastaram Brooke Hogan e seu pai ao ringue, forçando Bully Ray a prestar sua ajuda; DOC aproveitou a distração para poder fazer o pinfall bem-sucedido em Sting.

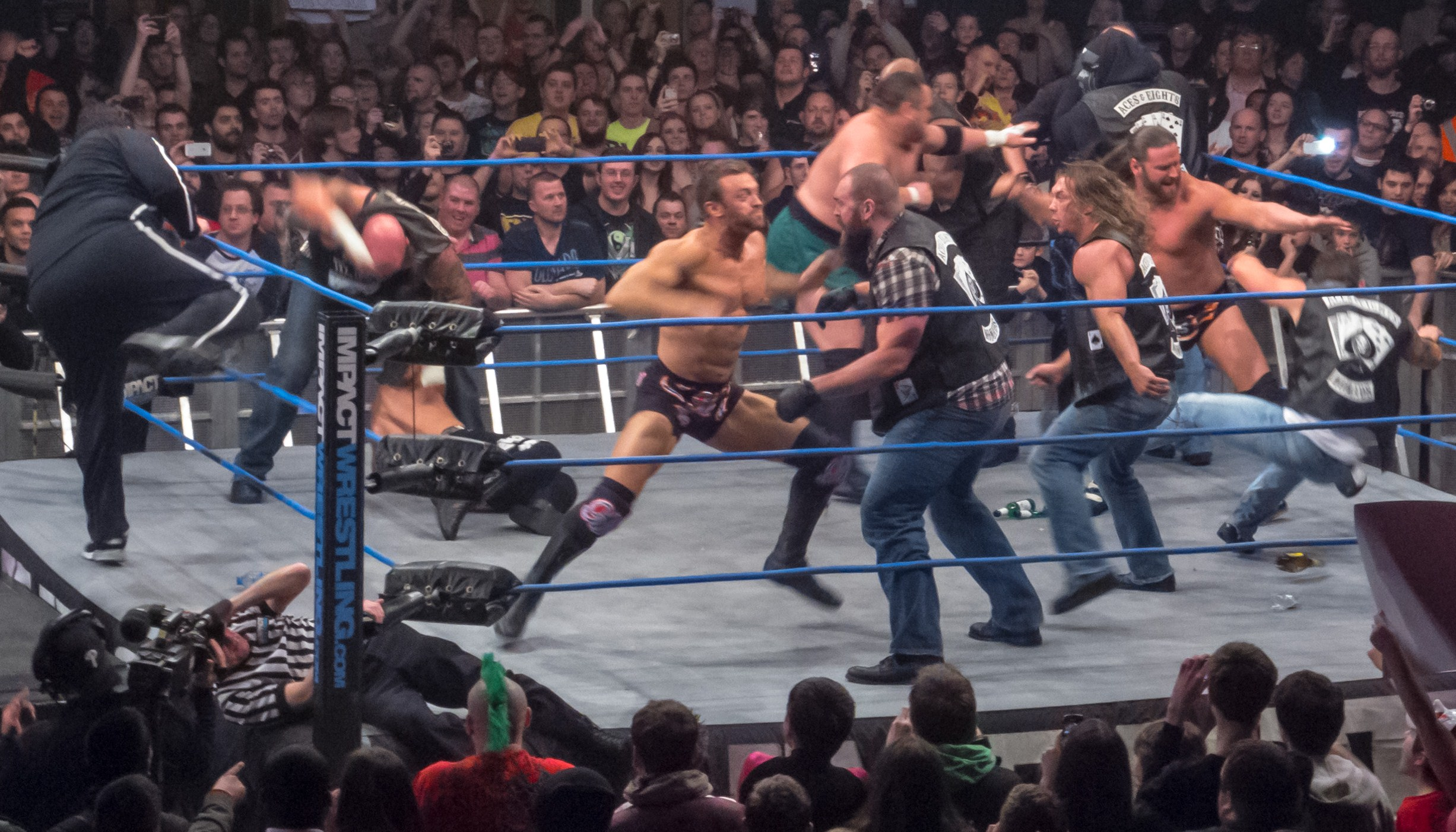
Os Aces & Eights atacando lutadores da TNA.

No episódio de 28 de fevereiro do Impact Wrestling foi revelado que Devon, DOC, Garett Bischoff, Mike Knox e Mr. Anderson seriam os integrantes do time dos Aces & Eights. No mesmo dia, Sting anunciou que Samoa Joe, James Storm, e os retornados Magnus e Eric Young fariam parte do time da TNA. Durante o anúncio, Eric Young atacou os membros da gangue que estavam presentes no ringue, obrigando os Aces & Eights a recuarem. No final da noite, Kurt Angle seguiu Mr. Anderson, então Angle invadiu o clube dos Aces & Eights, atacando Devon e o mascarado Vice-Presidente. Angle quebrou uma garrafa sobre a cabeça do vice-presidente, antes de desmascará-lo, ficando chocado e com raiva e repreendeu o então vice-presidente, cujo rosto nunca foi mostrado na câmera. O show terminou quando os outros membros da gangue atacou Angle por trás.
No episódio de 7 de março do Impact Wrestling, tinha Brisco saindo para o ringue para insultar Angle, que respondeu atacando Brisco. Funcionários da TNA tentaram separar Brisco e Angle, com Angle apontou para um dos funcionários, D'Lo Brown, que então chutou Angle na virilha e se revelou como o vice-presidente dos Aces & Eights. Devon então enfrentou Sting na primeira luta de uma série melhor-de-três para determinar o a "vantagem do homem a mais" no Lockdown; Devon derrotou Sting depois de um fã cegar Sting jogando cerveja em seu rosto. Na segunda luta da série, Samoa Joe e Magnus derrotaram DOC & Bischoff, e na última luta da série, Mr. Anderson derrotou James Storm após os Aces & Eights distraírem Storm, dando assim aos Aces & Eights a "vantagem do homem a mais" no Lockdown. O show terminou com Brown liderando o ataque dos Aces & Eights no ringue contra a equipe TNA.

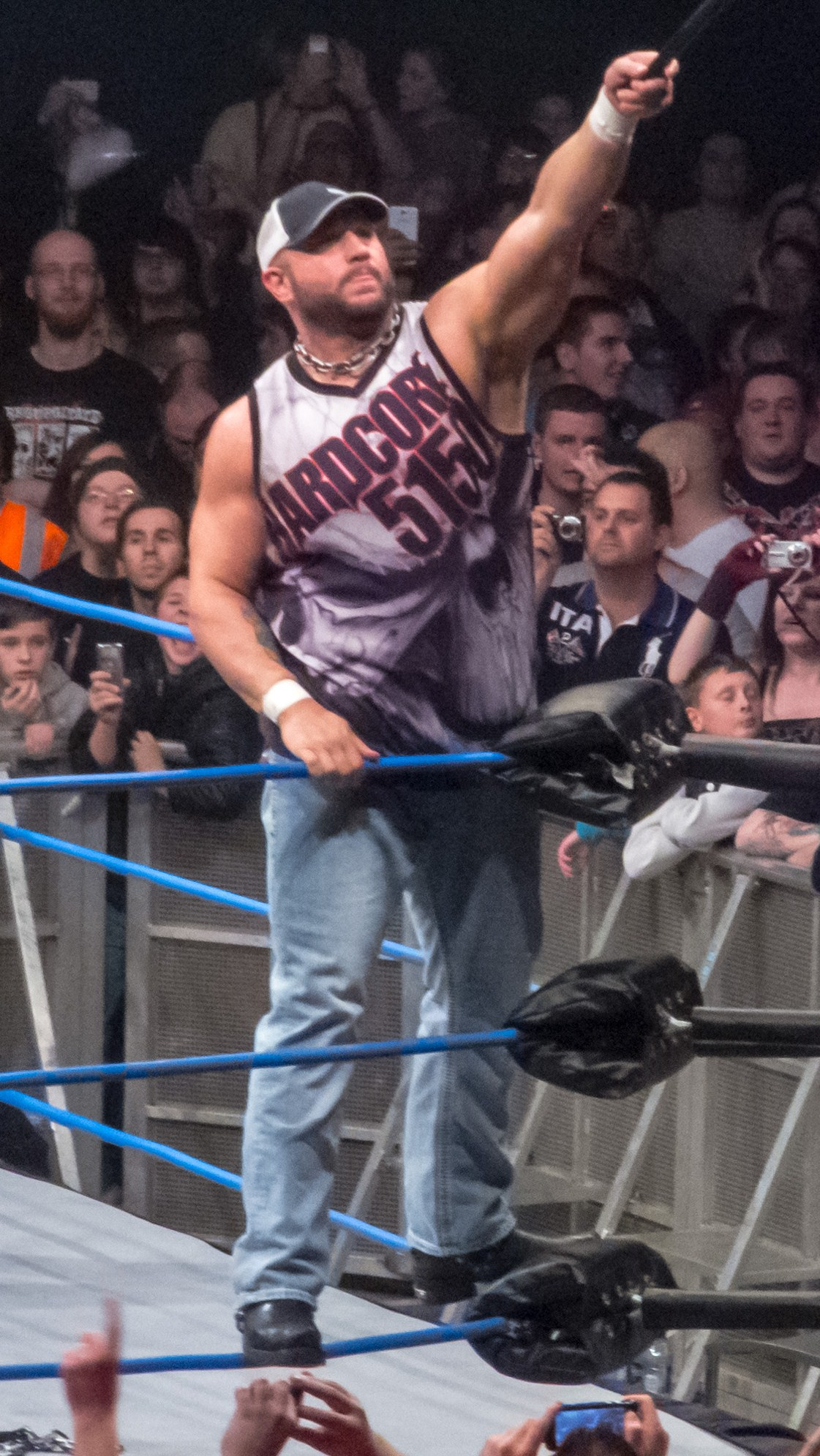
Bully Ray foi revelado como o presidente dos Aces & Eights no Lockdown.

No pay-per-view, Brisco venceu sua luta contra Angle com a ajuda de Brown. Mais tarde na noite, os Aces & Eights perderam a luta Lethal Lockdown depois de Eric Young conseguir um elbow drop a partir do topo da jaula de aço para realizar o pinfall. Mais tarde na noite, a gangue interferiu na luta numa jaula de aço entre Bully Ray e Jeff Hardy. Devon jogou um martelo para Bully Ray, que usou em Jeff Hardy para ganhar o título mundial, se tornando um vilão no processo. Bully Ray anunciou após a luta que ele usou Hulk e Brooke para se tornar campeão e revelou-se o presidente dos Aces & Eights.
No dia 14 de março no episódio do Impact Wrestling, os Aces & Eights atacaram Chavo Guerrero e Hernandez antes mesmo de seu combate pelo TNA World Tag Team Championship, como uma mensagem para o plantel da TNA. Devon introduziu o presidente dos Aces & Eights, Bully Ray, que afirmava o domínio da gangue e ousou a pedir a Hulk Hogan para demiti-los. Mais tarde naquela noite, os Aces & Eights emboscaram e atacaram Kurt Angle nos bastidores, em seguida, atacaram Sting durante sua luta contra Austin Aries, fazendo com que a luta acabasse sem vencedor. Bully, em seguida começou a falar de Sting e Hogan, forçando o último a sair. Hogan diz que iria demitir os Aces & Eights, mas ele capacitaria o plantel da TNA inteiro para lutar, o que incitou todos os lutadores da TNA para iniciar uma briga com os Aces & Eights. Desta vez, porém, a gangue conseguiu derrubar todos os lutadores da TNA no ringue. O show terminou com Bully zombando de Hogan, com os Aces & Eights estando alto na vitória. No mesmo dia, a gangue "hackeou" o site oficial oficial da TNA, bem como suas contas no Twitter e Facebook.
Na semana seguinte, a gangue ofereceu a A.J. Styles uma vaga no grupo, porém este recusou o convite no Impact Wrestling de 28 de março. Neste mesmo dia, Mr. Anderson derrotou Jeff Hardy por desqualificação. Após o fim da luta, Hardy desafiou Bully Ray para uma luta Full Metal Mayhem pelo TNA World Heavyweight Championship no Impact Wrestling de 11 de abril, já que havia vencido uma luta para se tornar desafiante ao título de Ray duas semanas antes; porém Hardy falhou na tentativa de recuperar seu campeonato. No Impact Wrestling de 18 de abril, Devon pôs seu Television Championship em jogo contra Magnus, em uma luta que acabou sem vencedor após os outros membros dos Aces & Eights invadirem o ringue. No Impact Wrestling de 25 de abril, Matt Morgan pediu uma chance pelo World Heavyweight Championship a Hulk Hogan, porém este recusou. Na semana seguinte, Hogan marcou uma luta entre Morgan e Sting com o vencedor se tornando o desafiante ao título de Bully Ray no pay-per-view Slammiversary, na qual Sting saiu vencedor. Em 2 de maio de 2013, Brown foi derrotado por Kurt Angle em uma luta "I Quit", depois de jurar por suas cores que derrotaria Angle; ele acabou por perder mais uma luta na semana seguinte, desta vez contra Magnus, resultando que Bully Ray o rebaixasse a prospecto e mais tarde o expulsasse do grupo. No evento principal da mesma noite, Bully Ray, Devon e Mr. Anderson sairão derrotados por Sting, Kurt Angle e o retornado Abyss, depois do último ter se ausentado da TNA por quase um ano e meio. Na semana seguinte, novamente os Aces & Eights chamariam A.J. Styles para integrar o grupo. Na semana seguinte, Styles fingiu em aceitar entrar no grupo, atacando seus membros no ringue, durante sua "oficialização" para o grupo.
No Slammiversary, Jeff Hardy, Magnus e Samoa Joe derrotaram Garett Bischoff, Mr. Anderson e Wes Brisco em uma luta de trios, Devon derrotou Joseph Park por W.O. (devido a um ataque antes da luta por Devon e Knux) para manter o Television Championship, apenas para perdê-lo para Abyss, irmão de Park. Bully Ray conseguiu derrotar Sting em uma luta No Holds Barred, depois de derrubá-lo com um martelo, o que significa Sting nunca mais poderá lutar pelo World Heavyweight Championship novamente.

### Queda

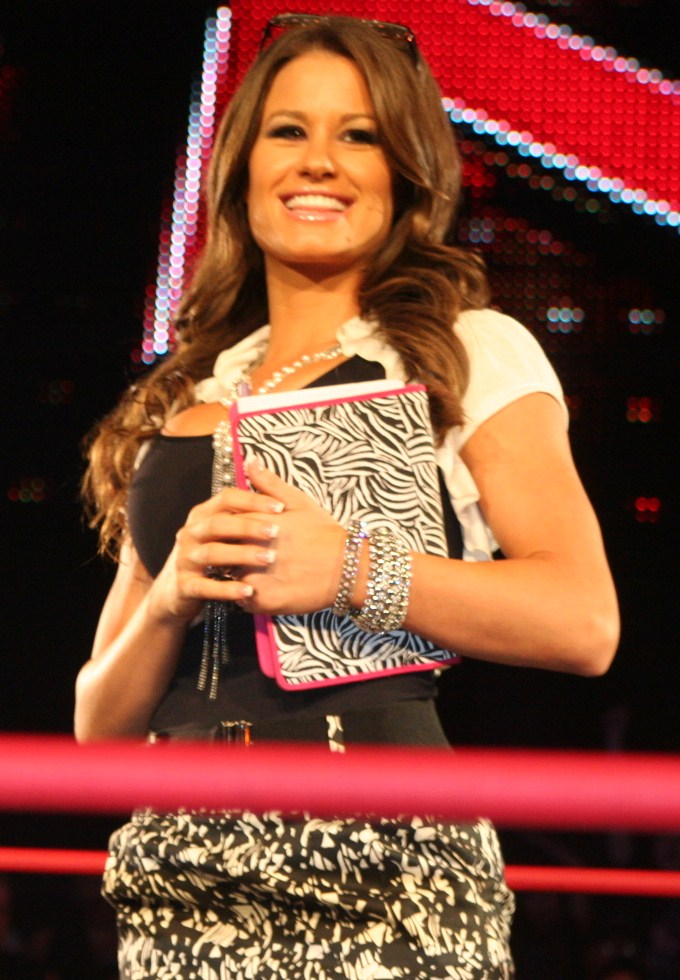
Brooke Tessmacher foi a primeira mulher a entrar para os Aces & Eights, sendo revelada como membro em 22 de agosto de 2013.

Depois do Slammiversary, Sting anunciou o retorno da Main Event Mafia para a guerra contra os Aces & Eights. Na edição de 13 de junho do Impact Wrestling, Mr. Anderson ganhou uma battle royal que também incluiu Devon, DOC, Knux, Wes Brisco e Garrett Bischoff por uma vaga Bound for Glory Series de 2013 após Anderson eliminar por último DOC. No Impact Wrestling de 11 de julho, DOC perdeu sua tentativa de se tornar o vice-presidente da gangue quando Knux deu o seu voto de confiança para Mr. Anderson. Um dia depois, o contrato de DOC com a TNA terminou e a mesma não o renovou. No dia 18 de julho, no episódio especial do Impact Wrestling denominado de Impact Wrestling: Destination X, Bully Ray perdeu o World Heavyweight Championship para Chris Sabin após a interferência de ambos, Aces & Eights e Main Event Mafia. No Impact Wrestling de 1 de agosto, Kurt Angle desafiou os Aces & Eights para uma luta de quintetos contra a Main Event Mafia em 15 de agosto, em outro episódio especial do Impact Wrestling agora denominado de Impact Wrestling: Hardcore Justice, onde a pessoa que sofresse o pinfall ou a submissão deveria deixar a TNA. Entretanto esta luta foi adiada em uma semana devido a Angle entrar em sua reabilitação por dirigir sob o efeito do álcool. No Impact Wrestling: Hardcore Justice, Ray reconquistou o título em uma luta numa jaula de aço, após ser ajudado por Mr. Anderson e Tito Ortiz.
No Impact Wrestling de 22 de agosto, foi realizada a luta de quintetos. Nela, A.J. Styles substituiu Angle, e foi ele que aplicou um Styles Clash em Devon, fazendo o pinfall; isto forçou Devon deixar TNA, assim também sair dos Aces & Eights. No mesmo show, Bully Ray também revelou que Tito Ortiz era um novo membro do grupo, além de que ele tinha sido envolvido romanticamente com Brooke Tessmacher. Tessmacher em seguida, também entrou oficialmente para a gangue, fazendo dela a primeira mulher a participar do grupo.
Após semanas de dissensão, e depois de Hulk Hogan aplicar a regra de que Bully Ray deveria desafiar um de seus próprios membros do grupo para a próxima defesa de título no episódio de 5 de setembro do Impact Wrestling denominado de No Surrender, Mr. Anderson intencionalmente fez Ray perder uma luta contra Sting. Em seguida, Anderson confrontou Bully Ray e revelou que ele seria o desafiante. No No Surrender, foi anunciado que a Bellator MMA tinha puxado Ortiz para fora da programação da TNA devido a sua próxima luta contra Rampage Jackson. No mesmo show, Bully Ray saiu vitorioso sobre Anderson em uma luta last man standing, com a ajuda dos outros membros do grupo. Após o combate, Ray continuou atacando Anderson, removendo-o assim como vice-presidente e um membro do grupo. Isso causou uma racha dentro do grupo quando os restantes membros tentaram expressar suas opiniões sobre os julgamentos de Ray depois que ele começou a sua relação com Tessmacher e expulsou Mr. Anderson.  No episódio de 26 de setembro do Impact Wrestling, Knux reclamou de Bully Ray por este andar com Tessmacher ao invés de cuidar dos membros remanescentes. Na mesma noite, Knux, Bischoff e Brisco perderam uma luta de trios para Sting, Samoa Joe e Magnus da Main Event Mafia. Logo após, Ray atacou Wes Brisco já que foi ele quem sofreu o pinfall de Joe. Depois de alguma hesitação, Knux e Bischoff finalmente tomaram o colete de Brisco o deram a Bully, fazendo com que ele também fosse expulso do grupo. No Bound for Glory de 2013, apesar da interferência de Dixie Carter e dos Aces & Eights, Bully Ray perdeu o TNA World Heavyweight Championship para A.J. Styles.
No episódio de 24 de outubro do Impact Wrestling, Mr. Anderson voltou e custou a Ray sua revanche contra Styles pelo World Heavyweight Championship. No Impact Wrestling de 7 de novembro, Ray desafiou Mr. Anderson para uma luta sem desqualificações no Turning Point, com a condição de que se caso ele vencesse, Anderson teria que deixar a TNA, do contrario, os Aces & Eights teriam que se separar. No Turning Point, Anderson venceu, encerrando assim o grupo.

## Membros

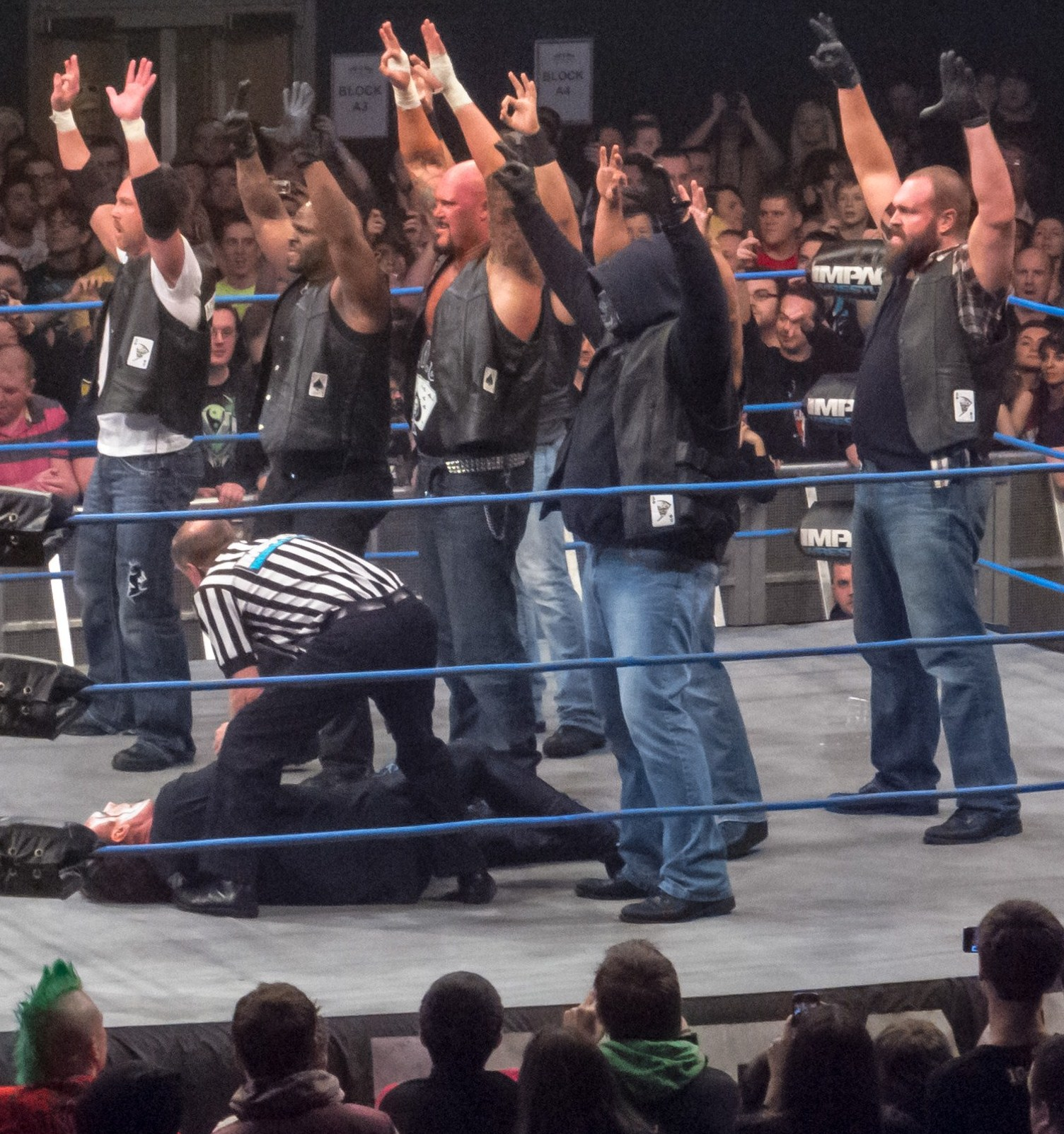
Aces & Eights em janeiro de 2013. Visível são (da esquerda para a direita) Mr. Anderson, Devon, D.O.C., D'Lo Brown (como o mascarado "VP") e Knux.

- Bully Ray (Presidente):  10 de março 2013 - 21 de novembro de 2013
- Brooke (Primeira-dama) : 22 de agosto de 2013 - 21 de novembro de 2013
- Garett Bischoff : 31 de janeiro de 2013 - 21 de novembro de 2013
- Knux : 31 de janeiro de 2013 - 21 de novembro de 2013
- Taz: 17 de janeiro de 2013 - 21 de novembro de 2013
- Devon (primeiro Sgt. de armas): 14 de outubro de 2012 - 22 de agosto de 2013
- D'Lo Brown (primeiro Vice-presidente): 7 de março de 2013 - 7 de julho de 2013
- D.O.C: 1 de novembro de 2012 - 12 de julho de 2013
- Ivelisse Vélez (apenas uma noite): 18 de março de 2013
- Mike:[64][65] 6 de setembro de 2012
- Prospecto não desmascarado (C.J. O'Doyle): 23 de agosto de 2012
- Mr. Anderson (segundo Vice-presidente): 3 de janeiro de 2013 - 5 de setembro de 2013
- Tito Ortiz (segundo Sgt. de armas): 15 de agosto de 2013 - 12 de setembro de 2013
- Wes Brisco: 31 de janeiro de 2013 - 26 de setembro de 2013

## No wrestling
- Temas de entrada
  - "Deadman's Hand (Instrumental)" por Dale Oliver (18 de outubro de 2012 – 21 de novembro de 2013)[66]
  - "Deadman's Hand" por Dale Oliver e Serg Salinas (14 de março de 2013)[67]

## Campeonatos e realizações
- American Pro Wrestling Alliance

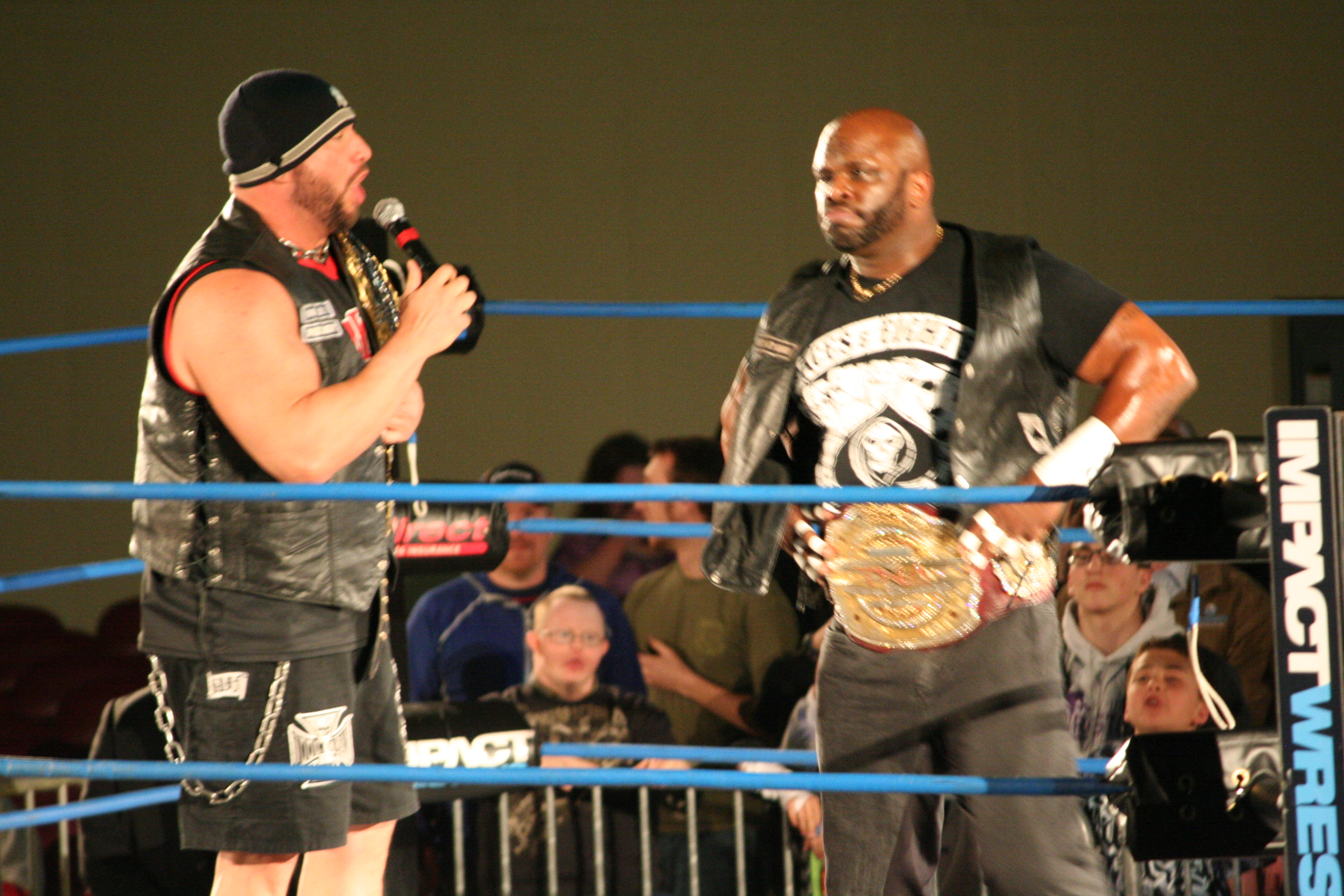
Bully Ray e Devon como campeões Mundial dos pesos-pesados e Televisivo, respectivamente.

  - APWA World Tag Team Championship (1 vez) – D.O.C e Knux[68]
  - APWA Hardcore Cup Championship (1 vez) - Knux[69]
- Pro Wrestling Illustrated
  - Rivalidade do ano (2012) vs. TNA[70]
  - PWI classificou Bully Ray em #4 dos 500 melhores lutadores individuais na PWI 500 em 2013[71]
  - PWI classificou Devon em #32 dos 500 melhores lutadores individuais na PWI 500 em 2013[71]
  - PWI classificou Mr. Anderson em #62 doss 500 melhores lutadores individuais na PWI 500 em 2013[71]
  - PWI classificou D.O.C. em #69 dos 500 melhores lutadores individuais na PWI 500 em 2013[71]
  - PWI classificou Wes Brisco em #101 dos 500 melhores lutadores individuais na PWI 500 em 2013[71]
  - PWI classificou Knux em #132 dos 500 melhores lutadores individuais na PWI 500 em 2013[71]
  - PWI classificou Garett Bischoff em #235 dos 500 melhores lutadores individuais na PWI 500 em 2013[71]
- River City Wrestling
  - RCW Tag Team Championship (1 vez) – D.O.C e Knux[72]
- Total Nonstop Action Wrestling
  - TNA World Heavyweight Championship  (2 vezes) – Bully Ray
  - Television Championship (1 vez) – Devon
- Wrestling Observer Newsletter awards
  - Pior personagem (2012)[73]